# Taeda punctistriga
Taeda punctistriga is een vlinder uit de familie slakrupsvlinders (Limacodidae). De wetenschappelijke naam van deze soort is voor het eerst geldig gepubliceerd in 1908 door Weymer.
De soort komt voor in tropisch Afrika.